# Gurwolf
Gurwolf, französisch Courgevaux (Freiburger Patois Kordzevouⓘ), ist eine politische Gemeinde im Seebezirk (französisch: District du Lac) des Schweizer Kantons Freiburg.

## Geographie
Gurwolf liegt auf 475 m ü. M., 2,5 km südlich des Bezirkshauptortes Murten (Luftlinie). Das Haufendorf erstreckt sich in einer breiten Mulde, die vom Dorfbach durchflossen wird, am Nordwestfuss der Waldhöhe Bouley, im nördlichen Freiburger Mittelland.
Die Fläche des 3,4 km² grossen Gemeindegebiets umfasst einen Abschnitt der Höhen südlich des Murtensees, eine Drumlinlandschaft, die vom eiszeitlichen Rhonegletscher geformt wurde. Den zentralen Teil des Gebietes bildet die Geländemulde von Gurwolf, die im Norden vom Hügel Les Vignes (513 m ü. M.), im Südwesten von Beney (513 m ü. M.) und im Südosten von der Waldhöhe Bouley (die Gemeindefläche reicht nur bis zum Bircherenwald) flankiert wird. Nördlich von Les Vignes erstreckt sich das Gebiet bis in die südlichen Gewerbezonen von Murten. Nach Westen reicht der Gemeindeboden bis auf das Plateau von Le Chaney und in die Talniederung Le Marais bei Clavaleyres. Ein schmaler Zipfel erstreckt sich nach Südwesten und umfasst den Waldhang Besseires, an dem mit 556 m ü. M. der höchste Punkt von Gurwolf erreicht wird. Von der Gemeindefläche entfielen 1997 15 % auf Siedlungen, 23 % auf Wald und Gehölze und 62 % auf Landwirtschaft.
Zu Gurwolf gehören das Neubauquartier auf dem Hügel Les Vignes, ein Teil der Gewerbezone von Murten sowie einige Einzelhöfe. Nachbargemeinden von Gurwolf sind Murten, Greng und Villarepos im Kanton Freiburg, Münchenwiler im Kanton Bern sowie Faoug im Kanton Waadt.

## Bevölkerung
Mit 1462 Einwohnern (Stand 31. Dezember 2023) gehört Gurwolf zu den mittelgrossen Gemeinden des Kantons Freiburg. Die Bevölkerungszahl belief sich 1811 auf 169 Einwohner, 1900 auf 490 Einwohner. Danach erfolgte eine Bevölkerungsabnahme bis 1940 (384 Einwohner). Seither wurde wieder ein deutliches Bevölkerungswachstum verzeichnet, insbesondere während der 1960er-Jahre und seit 1980 (662 Einwohner).

### Sprachen
Von den Bewohnern sind 56,5 % deutschsprachig, 40,1 % französischsprachig, und 4,0 % sprechen Portugiesisch (Stand 2000). In dem ursprünglich französischsprachigen Dorf haben sich die Sprachmehrheiten während der 1990er-Jahre durch den Zuzug vieler deutschsprachiger Bewohner geändert.

## Wirtschaft
Gurwolf war bis Mitte des 20. Jahrhunderts ein vorwiegend durch die Landwirtschaft geprägtes Dorf. Heute haben der Ackerbau, der Obstbau und die Viehzucht nur noch einen geringen Stellenwert in der Erwerbsstruktur der Bevölkerung. Weitere Arbeitsplätze sind im lokalen Kleingewerbe und im Dienstleistungssektor vorhanden. Gewerbebetriebe haben sich seit den 1960er-Jahren im äussersten Norden von Gurwolf an der Ortsumfahrung von Murten niedergelassen. Im Ort sind Unternehmen des Baugewerbes, des Gartenbaus, des Maschinenbaus (Landwirtschaftsmaschinen und -geräte), des Kaminbaus, eine Brennerei sowie verschiedene kleine Betriebe vertreten. Von 1945 bis 2003 arbeitete in Gurwolf die Rastawerk AG, die Schleifsteine und Trennscheiben produzierte. In den letzten Jahrzehnten hat sich das Dorf auch zu einer Wohngemeinde entwickelt. Viele Erwerbstätige sind deshalb Wegpendler, die hauptsächlich in den Regionen Murten und Freiburg arbeiten.

## Verkehr
Die Gemeinde ist verkehrsmässig recht gut erschlossen. Sie liegt an der Hauptstrasse von Freiburg nach Murten. Der nächste Anschluss an die Autobahn A1 (Bern-Lausanne) befindet sich rund 4 km vom Ortskern entfernt. Die 1997 eröffnete Autobahn unterquert den Hügel von Les Vignes in einem rund 2,2 km langen Tunnel. Am 23. August 1898 wurde die Eisenbahnlinie von Murten nach Freiburg in Betrieb genommen. Der Bahnhof Münchenwiler-Courgevaux befindet sich auf dem Gemeindeboden von Münchenwiler in rund 700 m Entfernung von Gurwolf.

## Geschichte
Das Gemeindegebiet von Gurwolf war schon früh besiedelt, was anhand von Siedlungsspuren aus der Bronzezeit und von Überresten eines römischen Ziegelofens nachgewiesen werden konnte.
Die erste urkundliche Erwähnung des Ortes erfolgte 1055 unter dem Namen Corgivul. Später erschienen die Bezeichnungen Curgivol (1080), Curgevolt (1142), Corgivolt (1173), Corgevoulx (1558), Gurwolf und Curwolf (1578), Cur Wolff (1668). Bis zu Beginn des 20. Jahrhunderts wurde auch die Schreibweise Courgevaud verwendet. Der Ortsname ist eine Zusammensetzung von corte «Hof» mit dem althochdeutschen Personennamen Gibuld oder Gebawalt (der in der älteren Ortsnamenforschung vorgeschlagene Personenname Giwulf ist aus lautlichen Gründen nicht möglich) und bedeutet damit Hof des Gibuld oder Hof des Gebawalt. Die corte-Namen sind typisch für die im 6. nachchristlichen Jahrhundert entstandenen Siedlungen. Das deutsche -wolf ist eine volksetymologische Anlehnung an den Tiernamen Wolf, der auch im Wappen der Gemeinde erscheint.
Seit dem 11. Jahrhundert ist eine Adelsfamilie von Gurwolf erwähnt. Die Ortsherrschaft ging 1529 an Humbert de Praroman und 1722 an die Familie Diesbach über. Die Herrschaft Gurwolf unterstand in savoyischer Zeit der Herrschaft Murten. 1475 gelangte das Dorf als Teil der Landvogtei Murten unter die gemeinsame Verwaltung der Stände Bern und Freiburg. Nach dem Zusammenbruch des Ancien Régime (1798) kam Gurwolf an den Kanton Freiburg. Während der Helvetik und der darauf folgenden Zeit gehörte es zum Distrikt Murten, bevor es 1848 mit der neuen Kantonsverfassung in den Seebezirk eingegliedert wurde.

## Sehenswürdigkeiten
Das Schloss Gurwolf der Familie von Diesbach-Torny wurde 1685 erbaut und 1797 erweitert. Auch der Landsitz der Familie von Herrenschwand stammt vom ausgehenden 17. Jahrhundert. Das Dorf besitzt keine eigene Kirche, es gehört zur Pfarrei Merlach.

## Bilder

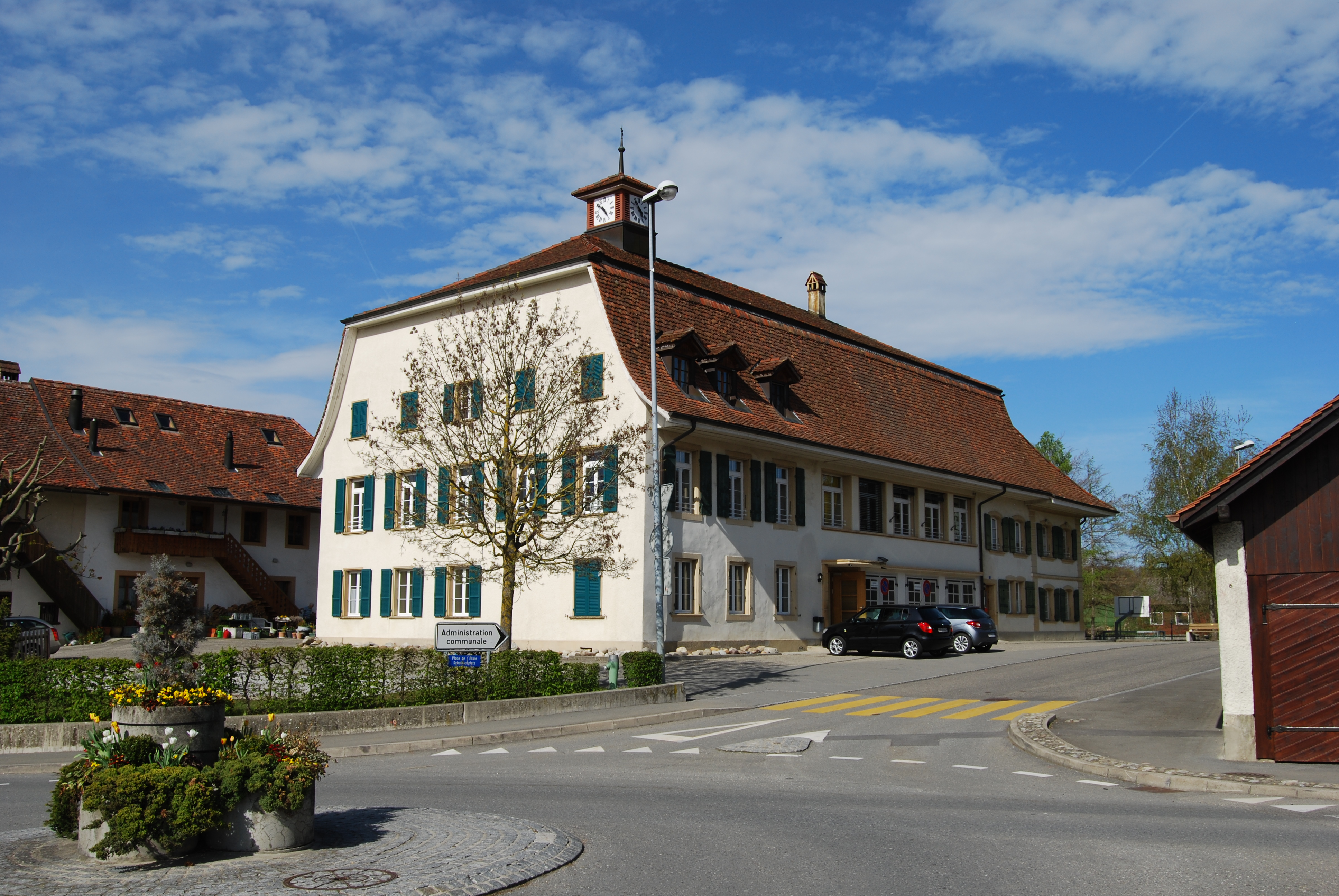
Gemeindeverwaltung von Gurwolf
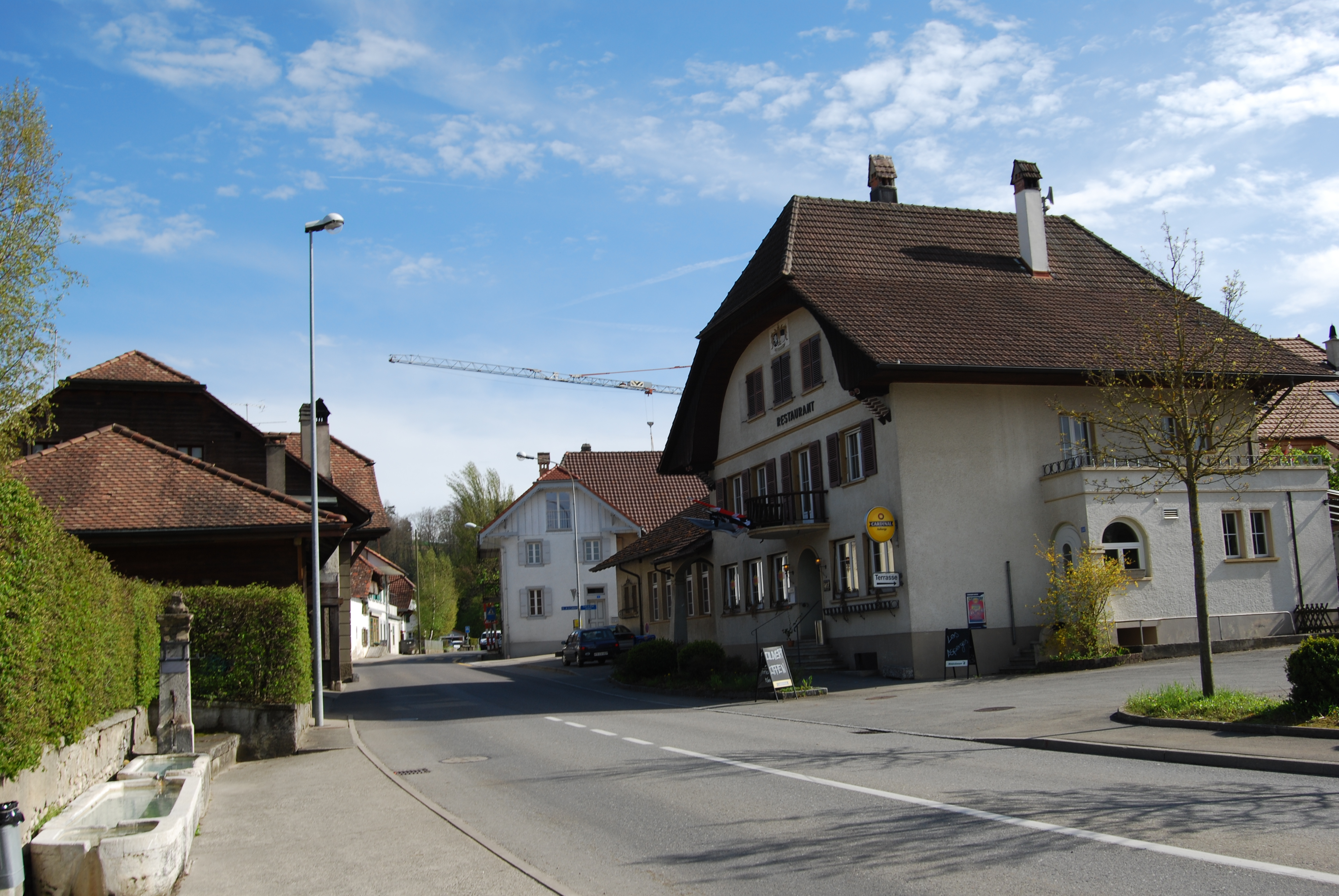
Dorfstrasse
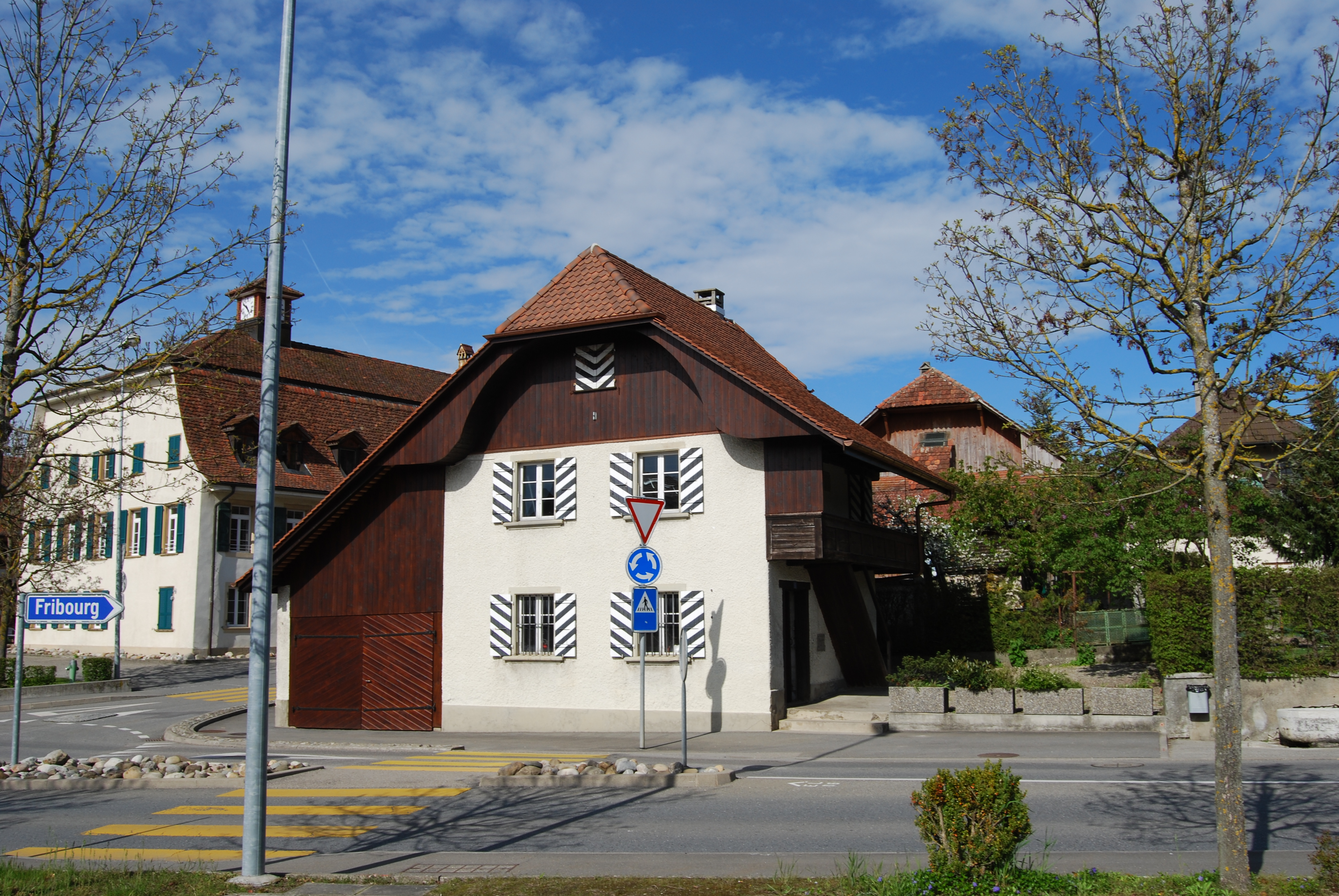
Dorfzentrum

## Persönlichkeiten
- Max de Diesbach (1851–1916), Jurist, Historiker, Bibliothekar und Politiker